# Premio Nadal
El Premio Nadal de Novela es un premio literario para obras inéditas entregado desde 1944 por Ediciones Destino (perteneciente al Grupo Planeta desde 1988). Es el segundo premio más antiguo de España (después del Premio Adonáis, en 1943), y lo han recibido escritores destacados de la literatura en español. Su entrega se celebra el 6 de enero de cada año y, desde 1958, tiene lugar en el Hotel Ritz (actualmente, El Palace) de Barcelona. En 2025, el premio está dotado con 30 000 €.

## Historia
El Premio Nadal fue creado por la revista Destino de Barcelona en 1944, en homenaje a la memoria del que fuera su redactor jefe, Eugenio Nadal Gaya, fallecido ese mismo año a los 27 años. Eugenio Nadal era catedrático de Literatura, había escrito un libro titulado Ciudades en España y era autor de numerosos ensayos y artículos.
El primer premio se entregó el 6 de enero de 1945 en el desaparecido café chino de La Rambla de Barcelona y se presentaron únicamente 26 obras. La ganadora fue la novela Nada de Carmen Laforet. Se encontraban en el momento del fallo tan solo seis o siete personas presentes, entre colaboradores y amigos de la editorial. Los miembros del jurado fueron: Ignacio Agustí, Joan Teixidor, José Vergés, Juan Ramón Masoliver, Álvaro Ruibal y Rafael Vázquez Zamora, este último actuando de secretario.
En 2010 se suspendió la concesión de la categoría de finalista cuando Destino creó el Premio de novela Francisco Casavella para jóvenes valores, que fue cancelado en 2014.
Desde 1968 se concede también en la misma velada el Premio Josep Pla a obras en prosa en catalán, sin limitaciones de género.
Tras ser adquirida Ediciones Destino por el Grupo Planeta en 1996, el Premio Nadal tomó un rumbo más comercial, otorgándose a figuras destacadas y ya consolidadas de la literatura española, y no a nuevos valores literarios, que hasta entonces había sido su principal cometido.[cita requerida]

## Premiados
- Solo siete autores no nacidos en España han obtenido el premio: los colombianos Manuel Mejía Vallejo (1963) y Eduardo Caballero Calderón (1965), los argentinos Luis Gasulla (1974), Juan José Saer (1987) , Guillermo Martínez (2019),[4][5] y Jorge Fernández Díaz (escritor) (2025), y Najat el Hachmi (2021), nacida en Marruecos aunque de nacionalidad española.[6]
- Los autores con varios premios, incluyendo finalistas, han sido Gabriel García-Badell (finalista en 1970, 1972, 1977 y 1979), Manuel Barrios (finalista en 1962 y 1964), Francisco García Pavón (ganador en 1969 y finalista en 1945 y 1967), Lorenzo Silva (ganador en 2000 y finalista en 1997) y Carmen Amoraga (ganadora en 2014 y finalista en 2007).
- El premiado más joven ha sido Carmen Laforet, en 1944, por Nada, con 24 años, y el finalista más joven ha sido José Ángel Mañas, en 1994, por Historias del Kronen, con 23 años.
- La obra finalista de 1994, Historias del Kronen, de José Ángel Mañas, vendió 80 000 ejemplares, muchos más que la obra ganadora, Azul, de Rosa Regàs.
- Sebastià Juan Arbó se incorporó al jurado del premio un año más tarde de obtener el galardón.

## Ganadores y finalistas
Se refleja el año según la cronología oficial, en la que, a Juan Pedro Aparicio, premiado en 1989 por la edición marcada como de 1988, le siguen Juan José Millás, premiado en 1990 por la edición marcada como de 1989-90, y Alfredo Conde, premiado en 1991 por la edición ya marcada como de 1991.
| Año     | Ganador                      | Obra                                                                        | Finalista                                 | Obra                                      |
| ------- | ---------------------------- | --------------------------------------------------------------------------- | ----------------------------------------- | ----------------------------------------- |
| 1944    | Carmen Laforet               | Nada                                                                        | José María Álvarez Blázquez               | En el pueblo hay caras nuevas             |
| 1945    | José Félix Tapia             | La luna ha entrado en casa                                                  | Francisco García Pavón                    | Cerca de Oviedo                           |
| 1946    | José María Gironella         | Un hombre                                                                   | Eulalia Galvarriato                       | Cinco sombras                             |
| 1947    | Miguel Delibes               | La sombra del ciprés es alargada                                            | Manuel Pombo Angulo                       | Hospital General                          |
| 1948    | Sebastián Juan Arbó          | Sobre las piedras grises                                                    | Manuel Mur Oti                            | Destino negro                             |
| 1949    | José Suárez Carreño          | Las últimas horas                                                           | Carlos de Santiago                        | El huerto de Pisadiel                     |
| 1950    | Elena Quiroga                | Viento del Norte                                                            | Francisco Montero Galvache                | El mar está solo                          |
| 1951    | Luis Romero                  | La noria                                                                    | Tomás Salvador                            | Historias de Valcanillo                   |
| 1952    | Dolores Medio                | Nosotros, los Rivero                                                        | Severiano Fernández Nicolás               | La ciudad sin horizonte                   |
| 1953    | Lluïsa Forrellad             | Siempre en capilla                                                          | Alejandro Núñez Alonso                    | La gota de Mercurio                       |
| 1954    | Francisco José Alcántara     | La muerte le sienta bien a Villalobos                                       | Ángel Oliver                              | Días turbulentos                          |
| 1955    | Rafael Sánchez Ferlosio      | El Jarama                                                                   | Héctor Vázquez-Azpiri                     | Víbora                                    |
| 1956    | José Luis Martín Descalzo    | La frontera de Dios                                                         | Jesús López Pacheco                       | Central eléctrica                         |
| 1957    | Carmen Martín Gaite          | Entre visillos                                                              | Lauro Olmo                                | Ayer, 27 de octubre                       |
| 1958    | José Vidal Cadellans         | No era de los nuestros                                                      | Claudio Bassols                           | El carnaval de los gigantes               |
| 1959    | Ana María Matute             | Primera memoria                                                             | Armando López Salinas                     | La mina                                   |
| 1960    | Ramiro Pinilla               | Las ciegas hormigas                                                         | Gonzalo Torrente Malvido                  | Hombres varados                           |
| 1961    | Juan Antonio Payno           | El curso                                                                    | Pablo Antoñana                            | La cuerda rota                            |
| 1962    | José María Mendiola          | Muerte por fusilamiento                                                     | Manuel Barrios                            | El crimen                                 |
| 1963    | Manuel Mejía Vallejo         | El día señalado                                                             | Mariano Viguera                           | Coral                                     |
| 1964    | Alfonso Martínez Garrido     | El miedo y la esperanza                                                     | Manuel Barrios                            | La espuela                                |
| 1965    | Eduardo Caballero Calderón   | El buen salvaje                                                             | Juan Farias                               | Los buscadores de agua                    |
| 1966    | Vicente Soto                 | La zancada                                                                  | Carmelo M. Lozano                         | Gambito de alfil de rey                   |
| 1967    | José María Sanjuán           | Réquiem por todos nosotros                                                  | Francisco García Pavón                    | El reinado de Witiza                      |
| 1968    | Álvaro Cunqueiro             | Un hombre que se parecía a Orestes                                          | Eduardo García                            | Sede vacante                              |
| 1969    | Francisco García Pavón       | Las Hermanas Coloradas                                                      | Luis Ricardo Alonso                       | El candidato                              |
| 1970    | Jesús Fernández Santos       | Libro de las memorias de las cosas                                          | Gabriel García-Badell                     | De las armas a Montemolín                 |
| 1971    | José María Requena           | El cuajarón                                                                 | Gustavo Álvarez Gardeazábal               | Dabeiba                                   |
| 1972    | José María Carrascal         | Groovy                                                                      | Gabriel García-Badell                     | Las cartas cayeron boca abajo             |
| 1973    | José Antonio García Blázquez | El rito                                                                     | Aquilino Duque                            | El mono azul                              |
| 1974    | Luis Gasulla                 | Culminación de Montoya                                                      | Guillermo A. R. Carrizo                   | Crónica sin héroes                        |
| 1975    | Francisco Umbral             | Las ninfas                                                                  | Manuel Villar Raso                        | Mar ligeramente sur                       |
| 1976    | Raúl Guerra Garrido          | Lectura insólita de "El Capital"                                            | Emilio Mansera Conde                      | La crisopa                                |
| 1977    | José Asenjo Sedano           | Conversación sobre la guerra                                                | Gabriel García-Badell                     | La zarabanda                              |
| 1978    | Germán Sánchez Espeso        | Narciso                                                                     | Rocío Vélez de Piedrahíta                 | Terrateniente                             |
| 1979    | Carlos Rojas                 | El ingenioso hidalgo y poeta Federico García Lorca asciende a los infiernos | Gabriel García-Badell                     | Nuevo auto de fe                          |
| 1980    | Juan Ramón Zaragoza          | Concerto grosso                                                             | Ramón Eiroa                               | Notas para la aclaración de un suicidio   |
| 1981    | Carmen Gómez Ojea            | Cantiga de agüero                                                           | Alfonso Zapater Juan Luis González-Ripoll | El accidente El dandy del lunar           |
| 1982    | Fernando Arrabal             | La torre herida por el rayo                                                 | José Luis Aguirre                         | La excursión                              |
| 1983    | Salvador García Aguilar      | Regocijo en el hombre                                                       | José Avello                               | La subversión de Beti García              |
| 1984    | José Luis de Tomás García    | La otra orilla de la droga                                                  | Telmo Herrera                             | Papá murió hoy                            |
| 1985    | Pau Faner                    | Flor de sal                                                                 | Vicente Sánchez Pinto                     | Los desiertos del amor                    |
| 1986    | Manuel Vicent                | Balada de Caín                                                              | Horacio Vázquez-Rial                      | Historia del Triste                       |
| 1987    | Juan José Saer               | La ocasión                                                                  | José Ferrater Mora                        | El juego de la verdad                     |
| 1988    | Juan Pedro Aparicio          | Retratos de ambigú                                                          | Jesús Carazo                              | Los límites del paraíso                   |
| 1989-90 | Juan José Millás             | La soledad era esto                                                         | Pedro Crespo                              | El cuaderno de Forster                    |
| 1991    | Alfredo Conde                | Los otros días                                                              | Mariano Arias                             | El silencio de las palabras               |
| 1992    | Alejandro Gándara            | Ciegas esperanzas                                                           | Jesús Díaz                                | Las palabras perdidas                     |
| 1993    | Rafael Argullol              | La razón del mal                                                            | Jorge Ordaz                               | La Perla del Oriente                      |
| 1994    | Rosa Regàs                   | Azul                                                                        | José Ángel Mañas                          | Historias del Kronen                      |
| 1995    | Ignacio Carrión              | Cruzar el Danubio                                                           | Félix Bayón                               | Adosados                                  |
| 1996    | Pedro Maestre                | Matando dinosaurios con tirachinas                                          | Juana Salabert                            | Arde lo que será                          |
| 1997    | Carlos Cañeque Solá          | Quién                                                                       | Lorenzo Silva                             | La flaqueza del bolchevique               |
| 1998    | Lucía Etxebarria             | Beatriz y los cuerpos celestes                                              | Ignacio García-Valiño                     | La caricia del escorpión                  |
| 1999    | Gustavo Martín Garzo         | Las historias de Marta y Fernando                                           | Lilian Neuman                             | Levantar ciudades                         |
| 2000    | Lorenzo Silva                | El alquimista impaciente                                                    | José Carlos Somoza                        | Dafne desvanecida                         |
| 2001    | Fernando Marías              | El niño de los coroneles                                                    | Lola Beccaria                             | La luna en Jorge                          |
| 2002    | Ángela Vallvey               | Los estados carenciales                                                     | José Luis de Juan                         | Kaleidoscopio                             |
| 2003    | Andrés Trapiello             | Los amigos del crimen perfecto                                              | David Torres                              | El gran silencio                          |
| 2004    | Antonio Soler                | El camino de los ingleses                                                   | Javier Puebla                             | Sonríe Delgado                            |
| 2005    | Pedro Zarraluki              | Un encargo difícil                                                          | Nicolás Casariego                         | Cazadores de luz                          |
| 2006    | Eduardo Lago                 | Llámame Brooklyn                                                            | Marta Sanz                                | Susana y los viejos                       |
| 2007    | Felipe Benítez Reyes         | Mercado de espejismos                                                       | Carmen Amoraga                            | Algo tan parecido al amor[cita requerida] |
| 2008    | Francisco Casavella          | Lo que sé de los vampiros                                                   | Eva Díaz Pérez                            | El Club de la Memoria                     |
| 2009    | Maruja Torres                | Esperadme en el cielo                                                       | Rubén Abella                              | El libro del amor esquivo                 |
| 2010    | Clara Sánchez                | Lo que esconde tu nombre                                                    | Se suspende la categoría de finalista     | Se suspende la categoría de finalista     |
| 2011    | Alicia Giménez Bartlett      | Donde nadie te encuentre                                                    |                                           |                                           |
| 2012    | Álvaro Pombo                 | El temblor del héroe                                                        |                                           |                                           |
| 2013    | Sergio Vila-Sanjuán          | Estaba en el aire                                                           |                                           |                                           |
| 2014    | Carmen Amoraga               | La vida era eso                                                             |                                           |                                           |
| 2015    | José C. Vales                | Cabaret Biarritz                                                            |                                           |                                           |
| 2016    | Víctor del Árbol             | La víspera de casi todo                                                     |                                           |                                           |
| 2017    | Care Santos                  | Media vida                                                                  |                                           |                                           |
| 2018    | Alejandro Palomas            | Un amor                                                                     |                                           |                                           |
| 2019    | Guillermo Martínez           | Los crímenes de Alicia                                                      |                                           |                                           |
| 2020    | Ana Merino                   | El mapa de los afectos                                                      |                                           |                                           |
| 2021    | Najat el Hachmi              | El lunes nos querrán                                                        |                                           |                                           |
| 2022    | Inés Martín Rodrigo          | Las formas del querer                                                       |                                           |                                           |
| 2023    | Manuel Vilas                 | Nosotros                                                                    |                                           |                                           |
| 2024    | César Pérez Gellida          | Bajo tierra seca                                                            |                                           |                                           |
| 2025    | Jorge Fernández Díaz         | El secreto de Marcial                                                       |                                           |                                           |